# Гега (село)
Гѐга е село в Югозападна България. То се намира в община Петрич, област Благоевград.

## География
Село Гега се намира в планината Огражден, близо до границата със Северна Македония. Разположено е на около 700 m надморска височина. На 900 m източно от селото тече река Градешница. Климатът е преходно-средиземноморски. Селото е един от удобните изходни пунктове за високите части на Огражден и най-високият ѝ връх на българска територия – Билска чука (1644 m).
На името на селото е именуван нос Гега (Gega Point) на остров Астролабия, Антарктида.

## История
Предполага се, че селото е основано от преселници от Беровско в началото на XIX век. През 1870 година е изградена черквата „Успение Богородично“ (паметник на културата).
До 1947 година Гега е част и център на село Игуменец, съставено от 12 планински махали в Огражден, впоследствие обособени като села. В периода 1946 – 1956 година в Гега се заселват жителите на махалата Водениците, която тогава е обезлюдена. В 1959 година към Гега са присъединени махалите Долни край и Учкунци.
Според статистиката на секретаря на Българската екзархия Димитър Мишев („La Macédoine et sa Population Chrétienne“) в 1905 година християнското население на махала Гегова от село Егуменец се състои от 672 българи екзархисти. В махалата има 1 начално българско училище с 1 учител и 24 ученици.
При избухването на Балканската война в 1912 година пет души от Гега са доброволци в Македоно-одринското опълчение.

## Население

### Етнически състав
Преброяване на населението през 2011 г.
Численост и дял на етническите групи според преброяването на населението през 2011 г.:
|                     | Численост |
| Общо                | 238       |
| Българи             | 235       |
| Турци               | -         |
| Цигани              | -         |
| Други               | -         |
| Не се самоопределят | -         |
| Неотговорили        | 1         |

## Обществени институции
- Читалище „Гоце Делчев“
- Основно училище „Антон Попов“ (предишно име „Св. св. Кирил и Методий“), закрито

## Културни и природни забележителности
- Поповата къща, родна къща на Антон Попов, бивш музей, паметник на културата
- Църква „Успение Богородично“
- Параклис „Възнесение Господне“, 2005 година, в началото на селото.
- Чуриловски манастир, на 2 km между Гега и село Чурилово. Възстановен е през 1858 година на мястото по-рано съществувал манастир, както личи от фермана за „разширяването и построяването“ на църквата „Свети Георги“, издаден на 5 април 1857 година от султан Абдул Меджид. Строен и изографисан от майстори от Дебърската школа.[9] Към манастира е съществувало килийно училище (по-късно новобългарско), чиято сграда е запазена.

- Изгледи от село Гега
- Манастирът „Свети Георги“ близо до Гега
- Църквата „Успение Богородично“
- Параклисът „Възнесение Господне“
- Поповата къща

## Редовни събития
- 15 август – събор по случай Успение Богородично
- 6 май, Гергьовден – събор на манастира „Св. Георги“ за празника на св. Георги
- 29 юни – събор на манастира „Св. Георги“ за празника на св. апостоли Петър и Павел
- 20 юли – курбан на параклиса „Възнесение Господне“ за празника на св. Илия
- 8 септември – събор на манастира „Св. Георги“ за празника Рождество Богородично

## Личности
Родени в Гега
- Антон Попов (1915 – 1942), български журналист и поет
- Благородна Божинова (1925 – 2000), българска общественичка, концлагеристка
- Златин Ангелски (около 1837 – 1914), български възрожденски деец
- Иван Николов, македоно-одрински опълченец, 4 рота на 15 щипска дружина[10]
- Иван Стоянов, македоно-одрински опълченец, 4 рота на 15 щипска дружина[11]
- Костадин Попов (Попстоянов) (около 1850 – 1904), български революционер, войвода на ВМОК
- Никола Иванов (? – 1913), македоно-одрински опълченец, 4-та рота на 15-а щипска дружина, безследно изчезнал на 23 юни 1913 г.[12]
- Никола Попов (1889 – 1922), български учител и революционер
- Серафим Костадинов Попов, български учител, завършил Сярското педагогическо училище в 1909 г., преподавал в Коларово през учебната 1912/1913 г.
- Серафим Райчев, загинал в Унгария през 1945 г.
- Стефан Попгеоргиев (1889 – безследно изчезнал през октомври 1944), македоно-одрински опълченец, четата на Дончо Златков, 4-та рота, 14-а воденска дружина[13]
- Свещеник Георги Попстоянов (? – 1916), македоно-одрински опълченец, четата на Миладин Тренчев[14]